# MuchMusic Video Awards 2011

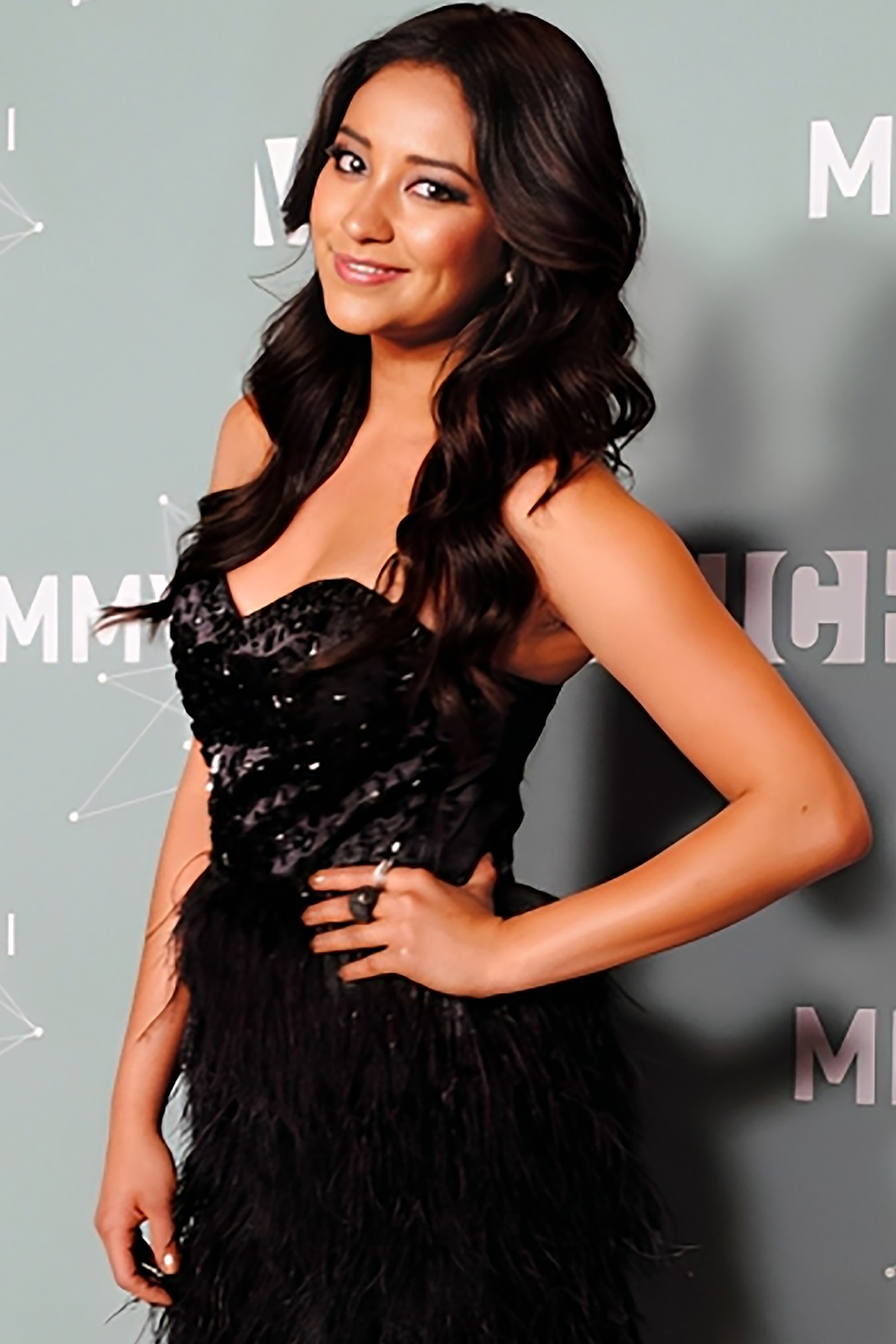
Shay Mitchell - MuchMusic Video Awards 2011

Les MuchMusic Video Awards 2011 se dérouleront à Toronto au Canada le 19 juin 2011. En avril 2011, il a été confirmé que Selena Gomez présentera l'émission.

## Nominations

### Vidéo de l'année
- Blake McGrath - Relax
- Down With Webster - Whoa Is Me
- Fefe Dobson - Ghost
- Shawn Desman - Electric/Night Like This

### Pré-production de l'année
- Broken Social Scene - Forced to Love
- Candy Coated Killahz - Neon Black
- Danny Fernandes avec Belly (rappeur) - Automatic
- K'Naan - Take a Minute
- These Kids Wear Crowns - Jumpstart

### Caméraman de l'année
- Blake McGrath - Relax
- JDiggz avec Neverending White Lights - This Time
- Kaskade avec Dragonette - Fire In Your New Shoes
- Stereos - Uncontrollable
- Neverest - Everything

### Réalisateur de l'année
- Abandon All Ships - Geeving (Réalisateur : Davin Black)
- JDiggz avec Neverending White Lights - This Time (Réalisateur : RT!)
- Marianas Trench avec Jessica Lee - Good to You (Réalisateur : Colin Minihan)
- Shawn Desman - Electric/Night Like This (Réalisateur : RT!)
- You Say Party - Lonely's Lunch (Réalisateur : Sean Wainsteim)

### Clip Pop de l'année
- Alyssa Reid avec P.Reign - Alone Again
- Down With Webster - Whoa Is Me
- Fefe Dobson - Ghost
- Marianas Trench avec Jessica Lee - Good to You
- Shawn Desman - Electric/Night Like This

### Clip Rock de l'année
- Abandon All Ships - Geeving
- Billy Talent - Diamond on a Landmine
- Hail The Villain - Runaway
- Metric - Stadium Love
- Simple Plan avec Rivers Cuomo - Can't Keep My Hands Off You

### Clip Hip-Hop de l'année
- Belly (rappeur) avec Kobe - Back Against the Wall
- Classified - That Ain't Classy
- K'Naan - Take a Minute
- P.Reign - Call My Name
- Shad - Rose Garden

### Clip indépendant de l'année
- JDiggz avec Neverending White Lights - This Time
- JRDN - Like Magic
- Metric - Stadium Love
- Tokyo Police Club - Wait Up (Boots of Danger)
- You Say Party - Lonely's Lunch

### Clip international de l'année (artiste)
- Lady Gaga - Judas
- Bruno Mars - Just The Way You Are
- Eminem avec Rihanna - Love The Way You Lie
- Katy Perry avec Kanye West - E.T.
- Kanye West avec Pusha T. - Runaway
- Rihanna - Only Girl (In The World)
- Britney Spears - Till The World Ends
- David Guetta avec Rihanna - Who's That Chick
- Selena Gomez & the Scene - A Year Without Rain
- Jennifer Lopez avec Pitbull - On The Floor

### Clip international de l'année (groupe)
- Far East Movement avec The Cataracs - Like a G6
- The Black Eyed Peas - The Time (Dirty Bit)
- Dirty Money - Coming Home
- The Black Keys - Tighten Up
- White Lies - Bigger than Us

### Clip international de l'année (canadien)
- Arcade Fire - The Suburbs
- Avril Lavigne - What the Hell
- Drake (chanteur) - Find Your Love
- Justin Bieber avec Usher - Somebody to Love
- Fefe Dobson - Stuttering

### Clip préféré de l'année
- Down With Webster - Whoa Is Me
- Fefe Dobson - Stuttering
- Shawn Desman - Electric/Night Like This
- Danny Fernandes avec Belly (rappeur) - Automatic
- These Kids Wear Crowns - Jumpstart

### Clip international préféré de l'année
- Bruno Mars - Just The Way You Are
- Lady Gaga - Born This Way
- Selena Gomez & the Scene - A Year Without Rain
- Eminem avec Rihanna - Love The Way You Lie
- Britney Spears - Till The World Ends

### Artiste préféré
- Arcade Fire - The Suburbs
- Avril Lavigne - What the Hell
- Drake (chanteur) - Find Your Love
- Justin Bieber avec Usher - Somebody to Love
- Down With Webster - Whoa Is Me

## Performances
- Selena Gomez & the Scene
- Lady Gaga
- Avril Lavigne
- Bruno Mars
- City and Colour
- The Black Keys